# 28 dni pozneje
28 dni pozneje (izviren angleški naslov: 28 Days Later) je britanska postapokaliptična grozljivka iz leta 2002, režiserja Dannya Boyla in scenarista Alexa Garlanda. V filmu igrajo Cillian Murphy, Naomie Harris, Brendan Gleeson, Megan Burns in Christopher Eccleston. Film se osredotoča na skupino štirih ljudi, ki se morajo po nesrečnem izbruhu smrtonosnega virusa, soočiti z uničenjem življenja kot so ga nekoč poznali.
Film si je z obnovo filmov o zombijih prislužil uspeh in pozitivne kritike. Film je leta 2007 dobil nadaljevanje, 28 tednov pozneje (28 Weeks Later), ilustrirani roman 28 dni pozneje: Posledice (28 Days Later: The Aftermath), ki opisuje potek izbruha virusa in leta 2009 še serijo stripov 28 dni pozneje (28 Days Later). Leta 2017 je anketa, ki je zajemala 150 igralcev, režiserjev, scenaristov, producentov in kritikov, v reviji Time Out, uvrstila film na 97. mesto najboljših britanskih filmov.

## Vsebina
V Cambridgu trije aktivisti za pravice živali, vdrejo v medicinski laboratorij. Znanstveniki v laboratoriju jih opozorijo naj ne osvobodijo ujetih šimpanzov, ki so okuženi z močnim virusom besa. Njihova opozorila ignorirajo in izpustijo šimpanza, ki ugrizne žensko aktivistko, ki pa se nato okuži in napade še ostale.
28 dni pozneje, se Jim zbudi iz kome v Londonu, v bolnišnici sv. Tomaža, ki je povsem zapuščena. Jim se začne sprehajati po ulicah Londona, ki so prav tako zapuščene in razdejane. Tako vstopi v cerkev, kjer se je zgodil množični samomor, prav tako pa sta tam dva okužena, katera Jim nagovori. Kmalu zatem najde okuženega duhovnika in zbeži. Med begom Jim vzbudi pozornost ostalih okuženih, vendar ga rešita preživela Selena in Mark. V njunem zaklonišču mu pojasnita, da se je medtem ko je bil v komi razširil virus in okužil večino prebivalstva. Trdita tudi, da se je virus pojavil tudi v Parizu in New Yorku, zato domnevata, da se je virus razširil po vsem svetu.
Naslednji dan Selena in Mark pospremita Jima do hiše njegovih staršev, v Depfordu, kjer ugotovi, da sta skupaj naredila samomor v njuni postelji. Tisto noč trojico napade še več okuženih, ki ugriznejo Marka, zato ga Selena ubije. Selena razloži, da se virus razširi po krvi in okuži osebo v 10 do 20 sekundah. Prav tako Jimu pove, da če bi bil okužen, bi takoj ubila tudi njega. Par tako opazi prižgane božične lučke, na vrhu stolpa Balfron in se odpravi tja. Tam najdeta še dva preživela, voznika taksija Franka in njegovo hčerko Hannah, ki jima dovolita, da ostaneta pri njiju. Frank jima pokaže posnetek, ki govori o vojaški blokadi blizu Manchestra, ki trdi da ima ''odgovor za okužbo'' in obljublja zaščito vseh preživelih, ki bi prišli do njih.
Skupina se tako odpravi proti Manchestru z Frankovim taksijem in se naveže drug na drugega med potjo. Pri zapuščeni blokadi, se Frank okuži, ko mu v oko pade kaplja okužene krvi. Kmalu zatem prispejo vojaki, ki ga ubijejo, ostale preživele pa odpeljejo v obvarovan dvorec, pod nadzorom majorja Henrya Westa. West pove Jimu, da je ''odgovor za okužbo'' čakanje, da okuženi pomrejo od lakote in uporaba ženskih preživelih za spolne sužnje, da bi tako spet naselili svet. Skupina se odloči pobegniti, vendar Jima ujamejo in vklenejo zraven narednika Farrella, ki ne uboga ukazov. Farrell pove Jimu, da domneva, da se okužba ni razširila iz Združenega kraljestva, in da je celotna država postala karantena.
Naslednji dan se vojaki pripravljajo na skupinsko posilstvo deklet, medtem ko dva vojaka odpeljeta Jima in Farrella na usmrtitev. Ko se začneta vojaka kregati po Farrellovi smrti, Jim pobegne in se vrne v dvorec. Tam Jim osvobodi okuženega vojaka Mailerja, ki hitro razširi okužbo in pobije vse vojake. Jim reši Seleno in Hannah, ter skupaj se napotijo proti Frankovem taksiju. Tam jih pričaka West, ki ustreli Jima, vendar ga kmalu zatem ubije Mailer. Trojica tako zapusti dvorec.
Čez naslednjih 28 dni, Jim okreva v odmaknjeni koči. Tam sta z njim tudi Selena in Hannah. Trojica odhiti ven, kjer odkrije veliko sporočilo, medtem ko nad njimi leti letalo. Okuženi medtem umirajo od lakote in pilot pokliče reševalni helikopter.

## Ostali konci
Dodatki na DVD-jih vključujejo še tri konce, v katerih Jim umira. 25. julija 2003 so kinematografi začeli predvajati še en konec po odjavni špici.

### Jim umre v bolnišnici
V tem koncu, potem ko je Jim ustreljen, ga Selena in Hannah odpeljeta v bolnišnico. Selena s Hannahino pomočjo skuša rešiti Jima, vendar je neuspešna. Seleni se zlomi srce in pove Hannah, da bosta šli naprej; vzameta orožje in pustita Jimovo truplo v bolnišnici.
Boyle in Garland sta pojasnila, da je to bil izviren konec, ki ga je videla zgodnja publika. Vendar so ga zavrnili, saj naj bi prikazoval Selenin in Hannahin odhod v gotovo smrt. Boyle in Garland ta konec še vedno imenujeta ''pravi konec'', saj ta prikazuje Jimov končni krog, ki se je začel in končal v postelji zapuščene bolnišnice. Ta konec so predvajali po odjavni špici od 25. julija 2003 in ga pojasnili z besedami, ''kaj če...''

#### ''Bolnišnične sanje''
Konec v ''Bolnišničnih sanjah'' je drugačna različica konca, ko Jim umre v bolnišnici. Režiser je pojasnil, da je bil to popoln konec izvirnika. Jim sanja, medtem ko je nezavesten in se spominja svojih zadnjih trenutkov preden je imel nesrečo s kolesom. V trenutku, ko ga v sanjah povozi avto, tudi umre na operacijski mizi.

#### Reševanje brez Jima
Ta konec, ki je bil le deloma urejen, je drugačen konec, ki je bil predvajan v kinematografih. Tukaj so prizori podobni, vendar je konec prikazan po tem, ko Jim umre v bolnišnici. Seleno in Hannah je tako mogoče videti, kako mahata letalu, ki leti nad osamljeno kočo.

### ''Radikalen konec''
''Radikalen konec'' je konec, ki popolnoma spremeni potek filma. Ni bil posnet, vendar je je prikazan na DVD-ju kot snemalna knjiga, ki jo pripovedujeta Boyle in Garland. Ko je Frank okužen pri vojaški blokadi blizu Manchestra, vojaki ne vstopijo v zgodbo. Namesto tega Jim, Selena in Hannah nekako usposobijo Franka in upajo, da bodo dobili zdravilo za virus. Kmalu odkrijejo, da ima blokada zaščiten velik medicinsko raziskovalni kompleks, enak kot je prikazan na začetku filma, kjer so virus razvijali. Tam najdejo znanstvenika, ki je zaprt v sobi s hrano in vodo, vendar jim noče odpreti, ker se boji, da mu bodo vzeli hrano, toda potrdi, da je tukaj ''odgovor za okužbo''. Na žalost se ne želi več pogovarjati, ker se ne želi čustveno navezati na ljudi, ki bodo kmalu umrli. Po urah poskusov, da bi vdrli ali pa vsaj moža spravili, Jim pripelje do vrat Hannah, ki razloži Frankovo situacijo.
Znanstvenik jim pove, da je Franka mogoče rešiti le s popolno transfuzijo krvi, ter jim poda opremo, ki jo potrebujejo. Ko ugotovi, da je edini ustrezen krvodajalec, se Jim žrtvuje, da bi Frank lahko še naprej živel s hčerko. Tako se tudi zgodi in Jima pustijo v zapuščeni medicinski ustanovi, Selena, Hannah in Frank pa se odpravijo v sobo k znanstveniku, medtem ko prihajajo horde okuženih. Na računalniških monitorjih je mogoče videti Jima kako umre, nato pa postane eden izmed okuženih. Garland in Boyle sta pojasnila, da sta ta konec ustvarila, da bi videli kako bi bil videti film, če se ne bi osredotočali na štiri preživele. Odločili so se, da tega konca ne posnamejo, ker je bila zamisel o popolni nadomestitvi krvi, kot zdravilo popolnoma nesmiselna. Boyle je povedal, da ni imelo nobenega smisla, saj se je film osredotočal na to, da lahko že ena okužena kapljica okuži človeka. ''Kaj pa bi naj naredili? Mu očistili kri in razredčili vene z belilom?''